# VMware ESXi
VMware ESXi (trước đây là ESX) là một trình ảo hóa cho doanh nghiệp loại 1, được phát triển bởi VMware để triển khai và ảo hóa máy tính. Là một trình ảo hóa loại 1, ESXi không phải là một ứng dụng được cài đặt trên hệ điều hành (HĐH); thay vào đó, nó tích hợp sẵn các thành phần quan trọng của hệ điều hành, chẳng hạn như nhân (kernel).
Sau phiên bản 4.1 (phát hành năm 2010), VMware đã đổi tên ESX thành ESXi. ESXi thay thế Service Console (bảng điều khiển dịch vụ) bằng HĐH tích hợp chặt chẽ hơn. ESX/ESXi là thành phần chính trong bộ phần mềm cơ sở hạ tầng VMware Infrastructure.
Tên ESX có nguồn gốc là tên viết tắt của Elastic Sky X.  Vào tháng 9 năm 2004, ESX được đổi tên thành VMvisor, nhưng sau đó lại đổi thành ESXi (vì "i" trong ESXi là viết tắt của "integrated-tích hợp").

## Kiến trúc
ESX chạy trên trực tiếp trên phần cứng thật (bare metal - không thông qua hệ điều hành nào  như các sản phẩm VMware khác.). Nó bao gồm kernel riêng của nó: Một kernel Linux được khởi động trước, sau đó được sử dụng để tải nhiều thành phần ảo hóa chuyên dụng, bao gồm ESX, còn được gọi là thành phần vmkernel. Nhân Linux là máy ảo chính; nó được thực thi bởi Service Console. Ở thời gian chạy bình thường, vmkernel đang chạy trực tiếp trên máy tính thật và Service Console dựa trên Linux chạy như máy ảo đầu tiên. VMware đã bỏ qua ESX như phiên bản 4.1 và hiện sử dụng ESXi, không bao gồm nhân Linux.
Vmkernel là một microkernel  với ba giao diện: phần cứng, máy khách (máy ảo) và Service Console.

### Giao tiếp với phần cứng
Vmkernel điều khiển trực tiếp CPU và bộ nhớ, dùng phương thức scan-before-execution (SBE) để xử lý các lệnh CPU đặc biệt hoặc đặc quyền  và bảng phân bổ tài nguyên hệ thống (system resource allocation table - SRAT) để theo dõi bộ nhớ được cấp phát.
Truy cập vào những phần cứng khác (như mạng hoặc thiết bị lưu trữ) được thực hiện bằng các mô-đun. Ít nhất một số mô-đun được trích từ nhân Linux. Để truy cập các mô-đun này, một mô-đun bổ sung có tên vmklinux thực hiện việc giao tiếp với các mô-đun Linux. Theo VMWare, "Mô-đun này chứa lớp mô phỏng Linux được sử dụng bởi vmkernel." 
Vmkernel sử dụng các trình điều khiển thiết bị:
1. net/e100
2. net/e1000
3. net/e1000e
4. net/bnx2
5. net/tg3
6. net/forcedeth
7. net/pcnet32
8. block/cciss
9. scsi/adp94xx
10. scsi/aic7xxx
11. scsi/aic79xx
12. scsi/ips
13. scsi/lpfcdd-v732
14. scsi/megaraid2
15. scsi/mptscsi_2xx
16. scsi/qla2200-v7.07
17. scsi/megaraid_sas
18. scsi/qla4010
19. scsi/qla4022
20. scsi/vmkiscsi
21. scsi/aacraid_esx30
22. scsi/lpfcdd-v7xx
23. scsi/qla2200-v7x

Các trình điều khiển này hầu hết tương đương với các trình điều khiển được mô tả trong danh sách tương thích phần cứng của VMware. Tất cả các mô-đun được cấp phép theo Giấy phép Công cộng GNU. Các lập trình viên đã điều chỉnh chúng để chạy với vmkernel: VMware Inc đã thay đổi việc tải mô-đun và một số thay đổi nhỏ khác.

### Service Console
Trong ESX (chứ không phải ESXi), Service Console là một hệ điều hành có mục đích quan trọng nhất là bootstrap cho kernel VMware, vmkernel và nữa là được sử dụng làm giao diện quản lý. Cả hai chức năng của Hệ điều hành Console này đều không được hỗ trợ từ phiên bản 5.0, vì VMware đã chuyển sang mô hình ESXi.

### Màn hình tím chết chóc (Purple Screen of Death)

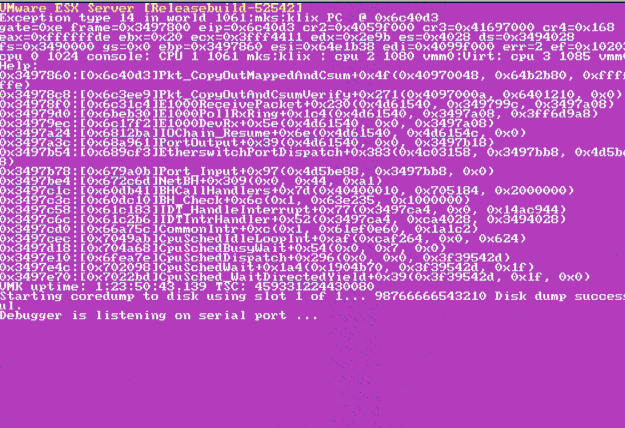
Một màn hình chẩn đoán màu tím trên VMware ESX Server 3.0

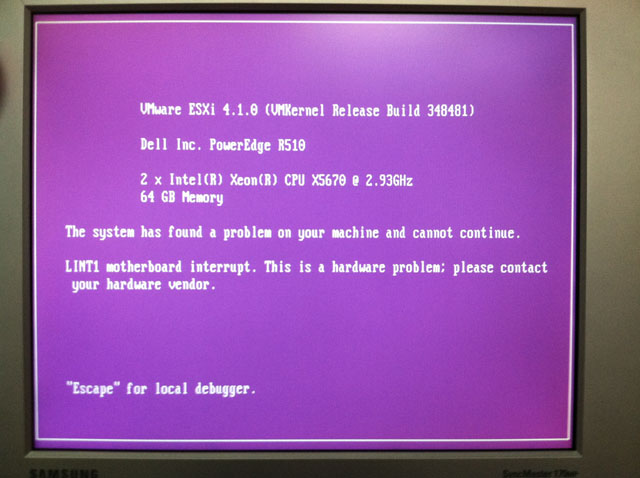
Màn hình chẩn đoán màu tím trên VMware ESXi 4.1

Trong trường hợp xảy ra lỗi phần cứng, vmkernel có thể bắt lỗi Machine Check Exception. Kết quả lỗi được hiển thị trên một màn hình chẩn đoán lỗi màu tím. Nó thường được gọi là màn hình chẩn đoán tím hoặc màn hình tím chết chóc (PSoD, tương tự như Màn hình xanh chết chóc (BSoD)).
Khi hiển thị màn hình chẩn đoán tím, vmkernel hiển thị thông tin gỡ rối vào phân vùng core dump. Thông tin này, cùng với các mã lỗi được hiển thị trên màn hình chẩn đoán tím có thể được hỗ trợ bởi VMware để xác định nguyên nhân của sự cố.

## Phiên bản
VMware ESX có sẵn trong hai loại chính: ESX và ESXi, mặc dù kể từ phiên bản 5, chỉ còn ESXi được tiếp tục phát triển.
ESX và ESXi trước phiên bản 5.0 không hỗ trợ cài đặt Windows 8/2012. Các phiên bản hệ điều hành này của Microsoft chỉ có thể chạy trên ESXi 5.x trở lên.
VMware ESXi, phiên bản nhỏ hơn của ESX, không bao gồm Service Console ESX. Nó có sẵn - mà không cần phải mua giấy phép vCenter - dưới dạng tải xuống miễn phí từ VMware, với một số tính năng bị vô hiệu hóa.
ESXi là viết tắt của "ESX integrated".
VMware ESXi có nguồn gốc là một phiên bản thu gọn của VMware ESX, với kích thước nhỏ hơn 32MB. Với giao diện điều khiển đơn giản chủ yếu để cấu hình mạng và VMware Infrastructure Client từ xa, giúp tiết kiệm nhiều tài nguyên hơn.
Có 2 biến thể của ESXi:
- Bản VMware ESXi có thể cài đặt.
- VMware ESXi phiên bản nhúng.

Cùng một bộ cài có thể sử dụng để cài đặt một trong hai biến thể này tùy thuộc vào kích thước của ổ đĩa sẽ được cài. Người ta có thể nâng cấp ESXi lên VMware Infrastructure 3  hoặc lên VMware vSphere 4.0 ESXi.
Ban đầu có tên là VMware ESX Server phiên bản ESXi, qua nhiều lần sửa đổi, sản phẩm ESXi cuối cùng được đặt tên là VMware ESXi 3. Phiên bản mới nhất hiện nay là 6.7.0 U2

## Sản phẩm liên quan hoặc bổ sung
Các sản phẩm sau hoạt động cùng với ESX:
- Máy chủ vCenter, cho phép giám sát và quản lý nhiều máy chủ ESX, ESXi và GSX. Ngoài ra, người dùng phải cài đặt nó để chạy các dịch vụ cơ sở hạ tầng như: 
  - vMotion[30] (chuyển các máy ảo giữa các máy chủ trong khi đang hoạt động, với thời gian downtime bằng không) [31][32]
  - svMotion[33] - còn gọi là Storage vMotion (chuyển các máy ảo giữa các ổ lưu trữ luận lý dùng chung một cách nhanh chóng, với thời gian downtime bằng không) [34]
  - enhanced vMotion - còn gọi là evMotion (vMotion và svMotion đồng thời, được hỗ trợ trên phiên bản 5.1 trở lên)
  - Distributed Resource Scheduler (DRS)[35] (tự động dựa trên yêu cầu / tải của máy chủ / máy khách để thực thi vMotion, giúp cân bằng tải, nguồn điện giữa các máy chủ)
  - High Availability (HA) - Sẵn sàng cao[36](trong trường hợp máy chủ ESX bị lỗi vật lý, nó sẽ khởi động lại máy ảo trên một máy chủ vật lý khác)
  - Fault Tolerance - Chống lỗi (khôi phục trạng thái gần như tức thời của máy ảo trong trường hợp máy chủ bị lỗi vật lý) [37]
- Converter - Trình chuyển đổi, cho phép người dùng tạo các máy ảo tương thích với VMware ESX Server- hoặc Workstation từ các máy vật lý hoặc từ các máy ảo được tạo bởi các sản phẩm ảo hóa khác.
- vSphere Client (trước đây là VMware Architectural Client), cho phép theo dõi và quản lý một máy chủ ESX hoặc ESXi. Sau ESX 4.1, vSphere Client không còn có sẵn trên máy chủ ESX / ESXi, mà phải được tải xuống từ trang web của VMware.

### Công cụ quản lý bên thứ ba
Vì VMware là công ty hàng đầu trong thị trường ảo hóa máy chủ, các nhà cung cấp phần mềm và phần cứng cung cấp rất nhiều các công cụ để tích hợp các sản phẩm hoặc dịch vụ của họ với ESX. Ví dụ các sản phẩm từ Veeam Software với các ứng dụng quản lý và sao lưu , plugin HP OpenView để giám sát và quản lý ESX, Quest Software với một loạt các ứng dụng quản lý và sao lưu. Hầu hết các nhà cung cấp giải pháp sao lưu đều có plugin hoặc các mô-đun cho ESX. Ngoài ra, Microsoft Operations Manager (SCOM) 2007/2012 với gói quản lý ESX, Bridgeways mang đến cho bạn chế độ xem tình trạng của trung tâm dữ liệu ESX theo thời gian thực.
Ngoài ra, các nhà cung cấp phần cứng như HP và Dell cũng cung cấp các công cụ hỗ trợ sử dụng ESX (i) trên nền tảng phần cứng của họ. Ví dụ mô-đun ESX cho nền tảng quản lý OpenManage của Dell. VMware đã thêm Web Client  kể từ phiên bản 5.x nhưng nó sẽ chỉ hoạt động trên vCenter và không chứa tất cả các tính năng.

## Những hạn chế
Những hạn chế đã biết của VMware ESXi, kể từ tháng 4 năm 2015:

### Hạn chế về hạ tầng
Một số giới hạn tối đa trong ESXi Server 6.5 có thể ảnh hưởng đến thiết kế của các trung tâm dữ liệu:
- RAM tối đa của máy ảo: 6.128 GB
- RAM tối đa của hệ thống máy chủ: 6 TB (12 TB trên một số nền tảng phần cứng OEM được chứng nhận)
- Số lượng máy chủ High Availability hoặc DRS tối đa: 64
- Số lượng CPU tối đa trên mỗi máy ảo: 128
- Số lượng CPU tối đa trên một máy chủ: 576
- Số lượng CPU ảo tối đa trên mỗi lõi CPU vật lý: 32
- Số lượng máy ảo tối đa trên một máy chủ: 1.024
- Số lượng CPU ảo tối đa trên mỗi máy ảo chống lỗi: 4
- RAM tối đa trên mỗi máy ảo chịu lỗi: 64 GB
- Kích thước ổ đĩa VMFS5 tối đa: 64 TB, kích thước tập tin tối đa là 62 TB-512 byte